# 哏德全
哏德全（1958年5月—2008年9月16日）葫蘆絲演家，生于德宏傣族景颇族自治州梁河县勐养镇帮盖村。10岁开始跟随祖父、舅舅学习葫芦丝的演奏与制作。年幼時以放牧為生，後到梁河糖厂當水泵房工人，並在工餘時間学习乐器的制造与演奏技巧。
1980年代，哏德全在昆明创办“哏德全葫芦丝艺术工作室”，他開發葫芦丝的演奏技巧和制作方法，扩展了葫芦丝的音域，加強其表现力，並以“哏德全”为商标製作、售賣乐器。
曾先后担任舞剧《泼水节》，第一届国际旅游艺术节开幕式晚会《江之吟》等节目的葫芦丝演奏和领唱，有专辑《多情的葫芦丝》录音带。他和杨志宇、李春华共同编著的国内第一套葫芦丝、巴乌有声教程及配套VCD光碟《傣风神韵》。曾為中国民族管弦乐学会葫芦丝巴乌专业委员会副会长。
2008年9月16日晚10点10分，哏德全因脑溢血辞世，其遗体告别仪式定于20日上午9时在昆明油管桥殡仪馆举行。